# Guido Mingels
Guido Mingels (* 12. Juni 1970 in Dagmersellen) ist ein Schweizer Journalist.

## Leben
Guido Mingels wurde als Guido Egli 1970 in Dagmersellen bei Luzern geboren und wuchs dort auf. Er studierte bis 1998 Germanistik, Philosophie und Linguistik an den Universitäten Bern, Frankfurt am Main und Berlin. Im Mai 2002 nahm er den Namen seiner Frau Annette Mingels an; er zeichnet seitdem als Guido Mingels.
Seine erste journalistische Station war die Berner Zeitung, bei der er zwei Jahre blieb. Ab 2001 arbeitete er als freier Journalist für den Berliner Tagesspiegel, für Das Magazin des Tages-Anzeigers und für andere Schweizer Publikationen, sowie für Geo. Ab 2002 arbeitete Mingels für das Magazin des Tages-Anzeigers in Zürich, zunächst als Redaktor, dann als stellvertretender Chefredaktor und ab 2009 als Reporter aus New York. 2011 wechselte er zum Spiegel. Er war dort von April 2016 bis Februar 2018 stellvertretender Leiter des Gesellschaftsressorts und ist seit Juli 2018 Korrespondent in San Francisco.

## Werke
- Reisen ins Landesinnere. Reportagen aus der Schweiz. Fotografien: Andri Pol, Applaus, Zürich 2012. ISBN 978-3-03774-055-2
- Früher war alles schlechter. Warum es uns trotz Kriegen, Krankheiten und Katastrophen immer besser geht. Deutsche Verlags-Anstalt, München / Spiegel-Verlag, Hamburg 2017. ISBN 978-3-421-04768-7
- Früher war alles schlechter 2. Neue Fakten, warum es uns trotz Kriegen, Krankheiten und Katastrophen immer besser geht. Deutsche Verlags-Anstalt, München / Spiegel-Verlag, Hamburg 2018. ISBN 978-3-421-04834-9

## Auszeichnungen
- Für die Reportage Rocco ist tot, erschienen im Magazin, Nr. 17/2001, wurde er 2001 für den Axel-Springer-Preis für junge Journalisten nominiert.
- Für seine Arbeit Josef, der Panzerknacker im Tages-Anzeiger-Magazin wurde er 2003 mit dem Egon-Erwin-Kisch-Preis ausgezeichnet.[3]
- 2012 erhielt er den Henri-Nannen-Preis in der Kategorie Beste Dokumentation, im Team mit Ferry Batzoglou, Manfred Ertel, Ullrich Fichtner, Hauke Goos, Ralf Hoppe, Thomas Hüetlin, Christian Reiermann, Cordt Schnibben, Christoph Schult, Thomas Schulz und Alexander Smoltczyk, für „Eine Bombenidee“, erschienen im Spiegel[4]